# Maurizio Dardano
Maurizio Dardano (* 13. prosinec 1935, Řím) je italský jazykovědec a vysokoškolský pedagog. Je emeritním profesorem historie italského jazyka, jenž působí na fakultě humanitních studií Università degli Studi di Roma Tre v Itálii; v minulosti byl např. zaměstnán na Univerzitě Gabriela D'Annunzia v Chieti nebo na Univerzitě La Sapienza v Římě. Je autorem řady monografií, věnujících se italské morfosyntaxi. Je také členem např. L'Associazione per la Storia della Lingua Italiana (ASLI).